# Лабиринт (альбом Татьяны Котовой)
Лабиринты — дебютный сольный альбом российской певицы Татьяны Котовой, выпущенный 21 июля 2017 года.

## Об альбоме
31 марта 2016 года Татьяна Котова сообщила о том, что готовит новый альбом под рабочим названием «Я буду сильней», в который войдут одноимённая композиция, а также синглы «Танцуй» и «Разлюбила», премьера была запланирована на осень того же года.
Предзаказ альбома начался с 7 июля 2017 года, а официально на информационных носителях он вышел 21 июля. Автором всех треков выступил Макс Барских.

## Список композиций
| №                   | Название            | Длительность |
| ------------------- | ------------------- | ------------ |
| 1.                  | «Лабиринт»          | 3:34         |
| 2.                  | «Счастье»           | 3:35         |
| 3.                  | «Я буду сильней»    | 3:13         |
| 4.                  | «Танцуй»            | 3:34         |
| 5.                  | «Он не верит»       | 3:17         |
| 6.                  | «Между нами ток»    | 3:48         |
| 7.                  | «Не больно»         | 3:17         |
| 8.                  | «Стоп»              | 3:39         |
| 9.                  | «Нелюбовь»          | 3:32         |
| 10.                 | «Разлюбила»         | 3:19         |
| 11.                 | «Птица»             | 4:00         |
| 12.                 | «Вслед за мечтой»   | 2:59         |
| Общая длительность: | Общая длительность: | 41:47        |

## Критика
Алексей Мажаев, обозреватель информационного портала InterMedia, поставил альбому 3 звезды из пяти возможных. Ещё в начале рецензии критик сразу отметил, что это «качественная работа», но она Татьяну в «суперзвезды и любимицы публики не выведет». Также Мажаев заметил, что альбом не похож на работы группы «ВИА Гра», что «является редкостью её бывших солисток». В конце обозреватель отметил, что Татьяне нужна раскрутка, а также «яркие и даже резкие ходы, как мелодические, так и имиджевые».